# Lichnoptera pauli
Lichnoptera pauli är en fjärilsart som beskrevs av Embrik Strand 1917. Lichnoptera pauli ingår i släktet Lichnoptera och familjen Pantheidae. Inga underarter finns listade i Catalogue of Life.